# Євтушенков Володимир Петрович
Євтуше́нков Володи́мир Петро́вич (рос. Евтушенков Владимир Петрович; нар. 25 вересня 1948 в с. Каминщина, Смоленський район, Смоленська область, РРФСР, СРСР) — російський підприємець, олігарх. Один з найбагатших людей Росії, голова ради директорів і власник 64,1843 % акцій АФК «Система».
Володіючи особистим статком у $3,5 млрд, 2017 року посів №20 в списку 200 найбагатших бізнесменів Росії (за версією американського «кремлівського списку»).

## Біографія
У 1973 році закінчив Московський хіміко-технологічний інститут.
У 1980 році — економічний факультет МГУ. Член КПРС.
У 1975—1982 роках працював начальником цеху, заступником директора, головним інженером Карачаровского заводу пластмас, з 1982 по 1987 рік — головний інженер, перший заступник генерального директора НВО «Полімербит». У 1987 році призначений начальником Технічного управління, в 1988 році — начальником Головного управління по науці і техніці Мосгорисполкома, в 1990 році — головою Московського міського комітету з науки і техніки.
У 1993 році з групою однодумців створив АФК «Система», вона володіє концерном «РТІ Системи», що входить до сотні найбільших оборонних компаній світу, розробляючи для російського озброєння системи управління та зв'язку, радіотехнічне обладнання.
Є основним акціонером і головою ради директорів ВАТ «АФК «Система».
Член бюро правління Російського союзу промисловців і підприємців (РСПП) з 2000 року, з 2001 року очолює Комітет з промислової політики РСПП.
Член правління Торгово-промислової палати РФ (ТПП РФ) з 2002 року, голова Російсько-арабського ділової ради (РАДС), створеного ТПП РФ в 2003 році.
Член Урядової комісії з науково-інноваційної політики, Ради з науки і високих технологій при Президенті РФ, Ради з конкурентоспроможності і підприємництва при Уряді РФ і Національної ради з корпоративного управління.

## Нерухомість
У березні 2022 року журналісти програми «Схеми» та проєкту Scanner Project у рамках циклу матеріалів «Стовпи режиму Путіна» опублікували розслідування, в якому йшлося про те, що Володимир Євтушенков має нерухомість у Європі: три вілли на Лазуровому узбережжі, записані на компанії, напряму пов'язані з його родиною та два будинки у середмісті Лондона. Також Євтушенкову, через ланцюг посередників, належать багато споруд у Чехії.

## Санкції та конфіскація
Перебуває під санкціями Великої Британії та України.
6 квітня 2022 року доданий до санкційного списку Австралії.
У вересні 2022 року Вищий антикорупційний суд конфіскував майно Євтушенкова в Україні: 17 об'єктів нерухомості та частки в кількох українських компаніях. 
В 2023 р. у зв'язку з причастністю до війни проти України (АФК «Система» контролює виробників безпілотників і розробників обладнання та програмного забезпечення для оборонно-промислової групи «Кронштадт») Чехія включена в санкційний список Володимира і Фелікса Євтушенкових.
30 липня 2023 року влада Чехії арештувала майно та заморозила активи Євтушенкова, на суму $4,6 млн, в тому числі п'ятизірковий готель Savoy Westend в Карлових Варах. 
24 лютого 2025 року ЄС запровадив санкції Євтушенкова як власника підприємств, причетних до війни.

## Сім'я
- Дружина Наталія Миколаївна Євтушенкова.[16]
- Син — Фелікс Володимирович Євтушенков[17] (нар. 1978) — російський підприємець, старший керуючий партнер АФК «Система», власник 15,2 % акцій компанії. З 2019 року — голова Ради директорів ПАТ «МТС».
- Донька — Наталія Миколаївна Євтушенкова / Батуріна[18](нар. 1976). Тетяну у віці 26 років було «запрошено у ВАТ МТС на посаду віце-президента з інвестицій та цінних паперів», пізніше вона входила до ради директорів МТС. На 2008 рік — радник президента ПАТ «Сбербанк России». На 2015 рік керувала інвестиційним фондом «Redline Capital».[19]

## Нагороди
- Відзнака «Іменна вогнепальна зброя» (Україна, 25 вересня 2008)[20]
- Відзнака «Іменна вогнепальна зброя» (Україна, 20 вересня 2010)[21]
- Відзнака «Іменна вогнепальна зброя» (Україна, 27 жовтня 2011)[22]